# Mallinella okuensis
Mallinella okuensis är en spindelart som först beskrevs av Robert Bosmans och van Hove 1986.  Mallinella okuensis ingår i släktet Mallinella och familjen Zodariidae.
Artens utbredningsområde är Kamerun. Inga underarter finns listade i Catalogue of Life.